# Рудольф Дуала
Рудольф Дуала (фр. Roudolphe Douala M'bela, нар. 25 вересня 1978, Дуала, Камерун) — камерунський футболіст, що грав на позиції нападника.
Виступав, зокрема, за клуби «Боавішта» та «Спортінг», а також національну збірну Камеруну.

## Клубна кар'єра
У дорослому футболі дебютував 1996 року виступами за команду клубу «Сент-Етьєн» 2, в якій провів два сезони, взявши участь у 47 матчах чемпіонату. 
Своєю грою за цю команду привернув увагу представників тренерського штабу клубу «Боавішта», до складу якого приєднався 1998 року. Відіграв за клуб з Порту наступні два сезони своєї ігрової кар'єри, після чого з 2000 по 2004 рік грав на правах оренди у складі команд клубів «Авеш», «Жіл Вісенте» та «Уніау Лейрія».
2004 року уклав повноцінний контракт з клубом «Спортінг», у складі якого провів наступні два роки своєї кар'єри гравця. Однак 2006 був відданий в оренду англійському «Портсмут».
З 2007 по 2009 рік виступав за команди «Сент-Етьєн», «Астерас» та «Плімут».
Завершив професійну ігрову кар'єру у клубі «Льєрс», за команду якого виступав протягом 2009—2011 років.
У сезоні 2013/14 провів один матч у складі клубу «Андрезьє», що виступає в третій лізі чемпіонату Франції.

## Виступи за збірну
2004 року дебютував в офіційних матчах у складі національної збірної Камеруну. Протягом кар'єри у національній команді, яка тривала 6 років, провів у формі головної команди країни 17 матчів, забивши 1 гол.
У складі збірної був учасником Кубка африканських націй 2006 року в Єгипті.

## Досягнення

### Клубні
Спортінг
- Кубок УЄФА: фіналіст 2004–05

### Індивідуальні
- Прімейра-Ліга: гравець місяця березнь 2004